# 2753 Duncan
2753 Duncan este un asteroid din centura principală, descoperit pe 18 februarie 1966, de Goethe Link Obs..